# Christiaus
Christiaus, ou Christianus, est un prélat du Haut Moyen Âge, treizième évêque connu de Nîmes, de 808 à 850.